# ホット・ロック
『ホット・ロック』（The Hot Rock）は、1972年のアメリカ合衆国の強盗コメディ映画。ウィリアム・ゴールドマン脚本、ピーター・イェーツ監督、主演はロバート・レッドフォード。

## ストーリー
出所したばかりのプロの泥棒であるドートマンダーは、義弟の金庫破り・ケルプを通じて、アフリカ某国の大使アムーサ博士から、ブルックリン博物館に収容されている大きなダイヤモンド「サハラの石」の奪取を依頼される。
早速ドートマンダーは、仲間を集め、入念な下準備の末にダイヤを盗み出す。ところが、ダイヤを運んでいた仲間が警察に見つかり、やむを得ずダイヤを飲み込む。その後、この仲間は救出されるが、ダイヤの行方は二転三転し、一行は振り回される。

## キャスト
| 役名                   | 俳優                     | 日本語吹替                                                             |
| 役名                   | 俳優                     | フジテレビ版                                                           |
| ---------------------- | ------------------------ | ---------------------------------------------------------------------- |
| ジョン・ドートマンダー | ロバート・レッドフォード | 野沢那智                                                               |
| アンディ・ケルプ       | ジョージ・シーガル       | 穂積隆信                                                               |
| スタン・マーチ         | ロン・リーブマン         | 羽佐間道夫                                                             |
| アラン・グリーンバーグ | ポール・サンド           | 前田昌明                                                               |
| アムーサ博士           | モーゼス・ガン           | 小林昭二                                                               |
| エイブ・グリーンバーグ | ゼロ・モステル           | 桑山正一                                                               |
| シス                   | トポ・スウォープ         |                                                                        |
| ミアズモ               | リン・ゴードン           |                                                                        |
| マーチのママ           | シャーロット・レエ       |                                                                        |
| 不明 その他            | N/A                      | 糸博 大木民夫 仲木隆司 渡部猛 飯塚昭三 石丸博也 峰恵研 寺島幹夫 国坂伸 |
| 日本語スタッフ         |                          |                                                                        |
| 演出                   |                          |                                                                        |
| 翻訳                   |                          |                                                                        |
| 効果                   |                          |                                                                        |
| 調整                   |                          |                                                                        |
| 制作                   | 制作                     | トランスグローバル                                                     |
| 解説                   | 解説                     | 高島忠夫                                                               |
| 初回放送               | 初回放送                 | 1974年10月25日 『ゴールデン洋画劇場』                                  |